# Saison 15 d'Esprits criminels
 (février 2020).
Si vous disposez d'ouvrages ou d'articles de référence ou si vous connaissez des sites web de qualité traitant du thème abordé ici, merci de compléter l'article en donnant les références utiles à sa vérifiabilité et en les liant à la section « Notes et références ».
Chronologie
Saison 14 Saison 16
La quinzième saison d’Esprits criminels (Criminal Minds), série télévisée américaine, est constituée de dix épisodes diffusée du 8 janvier au 19 février 2020 sur CBS. Elle est la dernière saison de la série diffusée sur CBS avant que la série ne revienne en 2022 avec une diffusion sur Paramount +, avec un casting quasiment identique.

## Synopsis
Le département des sciences du comportement (BAU, Behavioral Analysis Unit en VO), situé à Quantico en Virginie, est une division du FBI.
L'agent fédéral Emily Prentiss dirige  une équipe de profileurs. Ils sont amenés à se déplacer dans l'ensemble des États-Unis (et ailleurs), chargée d'enquêter localement sur les criminels et les tueurs en série. Chacun de ses agents a sa spécialité et sa personnalité, ce qui les rend complémentaires.

## Distribution

### Acteurs principaux
- Joe Mantegna (VF : Hervé Jolly) : agent spécial superviseur David Rossi
- Matthew Gray Gubler (VF : Taric Mehani) : agent spécial Spencer Reid
- Paget Brewster (VF : Marie Zidi) : agent spécial Emily Prentiss, chef d'équipe
- Andrea Joy Cook (VF : Véronique Picciotto) : agent spécial Jennifer « J. J. » Jareau
- Kirsten Vangsness (VF : Laëtitia Lefebvre) : Penelope Garcia, analyste et agent de liaison
- Adam Rodríguez (VF : Cyrille Artaux) : agent spécial Luke Alvez
- Aisha Tyler (VF : Anne O'Dolan) : Dr Tara Lewis, psychologue spécialisée dans la psychologie judiciaire
- Daniel Henney (VF : Anatole de Bodinat) : agent des opérations spéciales Matthew « Matt » Simmons

### Invités
- Michael Mosley (VF : Boris Rehlinger) : Everett Lynch (épisodes 1, 2, 8, 9 et 10)
- Kelly Frye : Kristy Simmons (épisodes 1, 3, 4 et 10)
- Sharon Lawrence (VF : Pascale Vital) : Roberta Lynch (épisode 1, 2 et 9)
- Alex Jennings (VF : Amélie Porteu de la Morandière) : Grace Lynch (épisode 1, 2 et 9)
- Jane Lynch (VF : Marie-Laure Beneston) : Diana Reid (épisodes 2 et 10)
- Josh Stewart (VF : Thierry Wermuth) : William LaMontagne Jr. (épisodes 2 et 10)
- Vincent Ventresca (VF : Pascal Germain) : Louis Chaycon (épisode 5)
- Rachael Leigh Cook : Maxine (épisode 4 et 6)
- Aubrey Plaza (VF : Alice Taurand) : Cat Adams (épisode 6)
- Stephen Bishop (VF : Serge Faliu) : Andrew Mendoza (épisode 7 et 10)
- Ben Savage (VF : Charles Pestel) : Jason Gideon jeune (épisode 9)
- Jayne Atkinson (VF : Josiane Pinson) : Erin Strauss (épisode 10)
- C. Thomas Howell (VF : Philippe Dumond) : George Foyet (épisode 10)
- Beth Riesgraf (VF : Laurence Sacquet) : Maeve Donovan (épisode 10)
- Gail O'Grady (VF : Martine Irzenski) : Krystal Rossi (épisode 10)

## Production
Le 11 janvier 2019, CBS a renouvelé la série pour une quinzième saison et annonce en même temps que cette saison sera la dernière. Le 11 novembre 2019, il est annoncé que la saison 15 sera lancée le 8 janvier 2020, elle est diffusée jusqu'au 19 février 2020 sur CBS.
En France, elle est diffusée sur la plateforme Disney+, via la chaîne virtuelle Star dès le 2 avril 2021 puis sur Amazon Prime Vidéo le 3 mai 2021.
Sur TF1, elle est diffusée du 19 mai 2021 au 16 juin 2021.

## Liste des épisodes

### Épisode 1:Dans la peau d'un autre
- États-Unis /  Canada : 8 janvier 2020 sur CBS / CTV
- Belgique : 28 avril 2020 sur RTL-TVI
- France : 19 mai 2021 sur TF1
- Suisse : 11 mai 2020 sur RTS Un

- États-Unis : 4,82 millions de téléspectateurs
- Canada : 1,307 million de téléspectateurs[5]
- France : 3,56 millions de téléspectateurs[6] (première diffusion)

- Michael Mosley (Everett Lynch)

- Ouverture : « La vérité d’un homme c’est d’abord ce qu’il cache. » d'André Malraux.

### Épisode 2:La Fille du serial killer
- États-Unis /  Canada : 8 janvier 2020 sur CBS / CTV
- Belgique : 5 mai 2020 sur RTL-TVI
- Suisse : 11 mai 2020 sur RTS Un
- France : 19 mai 2021 sur TF1

- États-Unis : 4,49 millions de téléspectateurs
- Canada : 916 000 téléspectateurs[5]
- France : 3,26 millions de téléspectateurs[6] (première diffusion)

- Ouverture : « Rien ne se passe jusqu'à ce que quelque chose bouge. » d'Albert Einstein.
- Conclusion : « Quelle chance j'ai d'avoir une chose à laquelle il est si dur de dire adieu. » de A.A. Milne.

### Épisode 3:Cliché mortel
- États-Unis /  Canada : 15 janvier 2020 sur CBS / CTV
- Belgique : 12 mai 2020 sur RTL-TVI
- Suisse : 18 mai 2020 sur RTS Un
- France : 19 mai 2021 sur TF1

- États-Unis : 4,58 millions de téléspectateurs
- Canada : 1,281 million de téléspectateurs[7]

- Ouverture : « La vie n'est pas tenue de nous donner ce que nous attendons d'elle. » de Margaret Mitchell.

### Épisode 4:Tu parles d'un samedi
- États-Unis /  Canada : 22 janvier 2020 sur CBS / CTV
- Belgique : 19 mai 2020 sur RTL-TVI
- Suisse : 18 mai 2020 sur RTS Un
- France : 26 mai 2021 sur TF1

- États-Unis : 4,49 millions de téléspectateurs
- Canada : 1,289 million de téléspectateurs[8]
- France : 3,26 millions de téléspectateurs[9] (première diffusion)

### Épisode 5:Pour un frère
- États-Unis /  Canada : 29 janvier 2020 sur CBS / CTV
- Belgique : 26 mai 2020 sur RTL-TVI
- Suisse : 25 mai 2020 sur RTS Un
- France : 26 mai 2021 sur TF1

- États-Unis : 5,88 millions de téléspectateurs
- Canada : 1,33 million de téléspectateurs[10]
- France : 3,82 millions de téléspectateurs[9] (première diffusion)

- Ouverture : « Aujourd'hui, je sais ce qu'est un fantôme. C'est ce que devient un travail inachevé. » de Salman Rushdie.
- Conclusion : « La seule chose qui rend la guerre psychologiquement tolérable, c'est la fraternité entre soldats. » de Sebastian Junger.

### Épisode 6:Un amour de Spencer
- États-Unis /  Canada : 5 février 2020 sur CBS / CTV
- Belgique : 2 juin 2020 sur RTL-TVI
- Suisse : 25 mai 2020 sur RTS Un
- France : 9 juin 2021 sur TF1

- États-Unis : 4,35 millions de téléspectateurs
- Canada : 1,43 million de téléspectateurs[11]
- France : 3,30 millions de téléspectateurs[12] (première diffusion)

- Aubrey Plaza : Catherine Adams
- Rachael Leigh Cook

- Ouverture : « On peut dire ce qu'on veut des psychotiques mais en général, ce sont elles qui font le premier pas. » de David Foster Wallace.

### Épisode 7:L'Autre monde
- États-Unis /  Canada : 5 février 2020 sur CBS / CTV
- Belgique : 9 juin 2020 sur RTL-TVI
- Suisse : 1er juin 2020 sur RTS Un
- France : 9 juin 2021 sur TF1

- États-Unis : 3,74 millions de téléspectateurs
- Canada : 1,43 million de téléspectateurs[11]
- France : 2,85 millions de téléspectateurs[12] (première diffusion)

- Ouverture : « L'histoire a tendance à changer notre vision des méchants de sorte qu'on ne puisse plus s'identifier à eux. » d'Adam Serwer (en).
- Conclusion : « Il faut être prêt à renoncer à la vie que nous avons imaginée pour pouvoir vivre celle qui nous attend. » de Joseph Campbell.

- Au cours de l'épisode, Spencer mentionne l'équation de Schrödinger et l'effet Mandela.
- C'est la première fois que l'audience de la série passe en dessous des 4 millions de téléspectateurs.
- Il s'agit par ailleurs de la pire audience historique de la série.

### Épisode 8:Lien de parenté
- États-Unis /  Canada : 12 février 2020 sur CBS / CTV
- Belgique : 16 juin 2020 sur RTL-TVI
- Suisse : 1er juin 2020 sur RTS Un
- France : 9 juin 2021 sur TF1

- D'ouverture : « Ils parlent de mon alcoolisme, mais jamais de ma soif. » Proverbe écossais.
- De conclusion : « Nous, les tueurs en série, nous sommes vos fils, nous sommes vos maris, nous sommes partout. Et vos enfants seront plus nombreux à mourir demain. » de Ted Bundy

### Épisode 9:Le Retour de Lynch
- États-Unis /  Canada : 19 février 2020 sur CBS / CTV
- Belgique : 23 juin 2020 sur RTL-TVI
- Suisse : 8 juin 2020 sur RTS Un
- France : 16 juin 2021 sur TF1

- États-Unis : 5,46 millions de téléspectateurs
- France : 3,14 millions de téléspectateurs[13] (première diffusion)

- Ouverture : « Les gens blessés sont dangereux. Ils savent qu'ils peuvent survivre. » de Josephine Hart (en).

### Épisode 10:Une toute dernière fois
- États-Unis /  Canada : 19 février 2020 sur CBS / CTV
- Belgique : 30 juin 2020 sur RTL-TVI
- Suisse : 8 juin 2020 sur RTS Un
- France : 16 juin 2021 sur TF1

- États-Unis : 5,36 millions de téléspectateurs
- France : 2,77 millions de téléspectateurs[13] (première diffusion)

- Jane Lynch : Diana Reid
- C. Thomas Howell : George Foyet
- Jayne Atkinson : Erin Strauss
- Josh Stewart : William LaMontagne, Jr.